# Linie následnictví thajského trůnu
Následnictví thajského trůnu probíhá podle principu klasické primogenitury (kognatické) tj. trůn dědí nejstarší syn krále, popř. vnuk, poté mladší synové či vnuci a poté starší dcera, její potomci a poté mladší dcery a jejich potomci. Přednost má starší linie před mladší. Jedná se o stejný systém následnictví jako ve Velké Brinánii.
Současná podoba následnictví pochází z roku 1997, kdy byla upravena ústava Thajského království. Hlavní změnou bylo, že umožňuje princeznám být následníkem trůnu, i když žijí následníci trůnu mužského pohlaví. Od roku 1924 do roku 1997 platilo, že princezna může a trůn usednout pouze pokud není mužských dědiců trůnu.
- Čulalongkón (Ráma V.) (1853–1910)
  -  Vatčiravudh (Ráma VI.) (1890–1925)
  -  Pratčadhipok (Ráma VII.) (1893–1941)
  - princ Mahidol Adunjadét (1892–1929)
    -  Ananda Mahidol (Ráma VIII.) (1925–1946)
    -  Pchúmipchon Adunjadét (Ráma IX.) (1927–2016)
      -  Vatčirálongkón (Ráma X.) (*1952)
        - (1) Princ Dipangkorn Rasmijoti (*2005)
        - (2) Princezna Bajrakitiyabha (*1978)
        -  (3) Princezna Sirivannavari Nariratana (*1987)

      - (4) Princezna Mahá Čakrí Sirindhorn (*1955)
      -  (5) Princezna Chulabhorn Walailak (*1957)
        - (6) Princezna Siribhachudhabhorn (*1982)
        -  (7) Princezna Adityadhornkitikhun (*1984)